# Scilla ramburei
Scilla ramburei es una planta bulbosa de la familia de las asparagáceas.

## Descripción
Planta bulbosa, perenne, lampiña y sin rmas. Las hojas están presentes durante la floración. Normalmente en número de 3, son de color gris verdoso, lineares y acanaladas. Las flores nacen sobre tallos largos, envueltos parcialmente por una bráctea escariosa. En las flores de la parte inferior del racimo, la bráctea es más corta que el tallo de la flor. El fruto es una cápsula de 3 válvulas.
Es parecida a Scilla litardierei pero más alta, hasta 50 cm.

## Distribución y hábitat
En el sur de la península ibérica, en España y Portugal. Hábitats arenosos, en claros de matorrales y cerca del mar. Florece en invierno y primavera.

## Taxonomía
Scilla ramburei fue descrito por Pierre Edmond Boissier  y publicado en Elench. Pl. Nov. 86 1838.
Sinonimia
- Oncostema beirana (Samp.) Speta
- Oncostema ramburei (Boiss.) Speta
- Scilla beirana Samp.
- Scilla concinna Salisb.
- Scilla ramburei subsp. beirana (Samp.) Franco & Rocha Afonso
- Scilla verna var. major Boiss.
- Scilla verna var. maroccana Maire
- Scilla verna subsp. ramburei (Boiss.) K.Richt.'
- Tractema ramburei (Boiss.) Speta[4][5]